# Prix Aristeion
Der Prix Aristeion war ein von 1990 bis 1999 vergebener europäischer Literaturpreis. Der Preis wurde von der Europäischen Union in Brüssel gestiftet. Es wurde jeweils ein literarisches Werk mit 20.000 Euro ausgezeichnet, „das einen bedeutenden Beitrag zur zeitgenössischen Literatur leistet“. Außerdem wurden „herausragende Übersetzungen“ zeitgenössischer europäischer Literatur prämiert.
Die Preise wurden in der jeweiligen Kulturhauptstadt des Jahres vergeben.

## Preisträger

### Autoren
| Jahr | Ort          | Autor                                                           | Werk                                 |
| ---- | ------------ | --------------------------------------------------------------- | ------------------------------------ |
| 1990 | Glasgow      | Jean Echenoz (Frankreich)                                       | Lac                                  |
| 1991 | Dublin       | Mario Luzi (Italien)                                            | Frasi e Incisi di un Canto Salutare  |
| 1992 | Madrid       | Manuel Vázquez Montalbán (Spanien)                              | Galíndez                             |
| 1993 | Antwerpen    | Cees Nooteboom (Niederlande)                                    | Het volgende verhaal                 |
| 1994 | Lissabon     | Juan Marsé (Spanien)                                            | El embrujo de Shanghai               |
| 1995 | Luxemburg    | Herta Müller (Deutschland)                                      | Herztier                             |
| 1996 | Kopenhagen   | Salman Rushdie (Großbritannien) Christoph Ransmayr (Österreich) | The Moor's Last Sigh Morbus Kitahara |
| 1997 | Thessaloniki | Antonio Tabucchi (Italien)                                      | Sostiene Pereira                     |
| 1998 | Stockholm    | Hugo Claus (Belgien)                                            | De Geruchten                         |
| 1999 | Weimar       | José Hierro (Spanien)                                           | Cuadeno de Neuva York                |

### Übersetzer
| Jahr | Ort          | Übersetzer                                 | Werk                                                                |
| ---- | ------------ | ------------------------------------------ | ------------------------------------------------------------------- |
| 1990 | Glasgow      | Michael Hamburger (Großbritannien)         | Paul Celan: Poems of Paul Celan                                     |
| 1991 | Dublin       | Frans van Woerden (Niederlande)            | Louis-Ferdinand Céline: De Brug van Londen - Guignol's Band II      |
| 1992 | Madrid       | Sokrates Kapsaskis (Griechenland)          | James Joyce: Ulysses                                                |
| 1993 | Antwerpen    | Françoise Wuilmart (Belgien)               | Ernst Bloch: Das Prinzip Hoffnung                                   |
| 1994 | Lissabon     | Giovanni Raboni (Italien)                  | Marcel Proust: À la Recherche du Temps Perdu                        |
| 1995 | Luxemburg    | Dieter Hornig (Österreich)                 | Henri Michaux: Un barbare en Asie                                   |
| 1996 | Kopenhagen   | Thorkild Bjørnvig (Dänemark)               | Rainer Maria Rilke: Udsat på hjertets bjerge (ausgewählte Gedichte) |
| 1997 | Thessaloniki | Hans-Christian Oeser (Deutschland/Irland*) | Patrick McCabe: The Butcher Boy                                     |
| 1998 | Stockholm    | Miguel Sáenz (Spanien)                     | Günter Grass: Ein weites Feld                                       |
| 1999 | Weimar       | Claus Bech (Dänemark)                      | Flann O’Brien: The Third Policeman                                  |

* Deutscher Übersetzer, aber von Irland nominiert